# Шавло Сергій Дмитрович
Сергій Дмитрович Шавло (4 вересня 1956, Нікополь, Дніпропетровська область, Українська РСР) — радянський футболіст, українського походження, майстер спорту міжнародного класу (1979), бронзовий призер Олімпіади-1980. Чемпіон СРСР (1979), володар Кубка СРСР (1986), чемпіон Австрії (1988). Амплуа — півзахисник.

## Біографія
Народився 4 вересня 1956 року в Нікополі, Україна. Вихованець нікопольської футбольної школи «Трубник». Відомий за виступами за московські «Спартак» та «Торпедо». За збірну СРСР провів 19 матчів. Входив до списоку 11 найкращих футболістів чемпіонату СРСР 1984 року. 
У складі збірної СРСР зіграв 19 матчів. Перший матч: 05.09.1979 з НДР 1:0. Останній матч: 27.03.1985 з Австрією 2:0
За олімпійську збірну СРСР зіграв 5 матчів, забив 1 гол. 1987 року став одним з перших радянських футболістів, які перейшли в закордонний клуб. В 1987 - 1993 рр.. виступав за клуби Австрії. У складі віденського «Рапіда» в 1988 році у став чемпіоном цієї країни.
Сергій Шавло вісім років працював тренером у віденському «Рапіді». Працював генеральним директором московського «Спартака».

## Титули і досягнення
- Чемпіон СРСР (1):

«Спартак» (Москва): 1979
- Володар Кубка СРСР (1):

«Торпедо» (Москва): 1979
- Чемпіон Австрії (1):

«Рапід» (Відень): 1987-1988
- Володар Суперкубка Австрії (1):

«Рапід» (Відень): 1988
- Бронзовий олімпійський призер: 1980